# 25 октября
25 октября — 298-й день года (299-й в високосные годы) по григорианскому календарю.
До конца года остаётся 67 дней.
До 15 октября 1582 года — 25 октября по юлианскому календарю, с 15 октября 1582 года — 25 октября по григорианскому календарю.
В XX и XXI веках соответствует 12 октября по юлианскому календарю.

## Праздники и памятные дни

### Национальные
- Казахстан — День Республики.
- Литва — День Конституции[2].
- Гренада — День Благодарения[3].

### Профессиональные
- Россия — День таможенника.
- Россия — День работника кабельной промышленности России.
- Беларусь — Праздник мельников[источник не указан 1042 дня].

### Религиозные
Православие
 — Память мучеников Прова, Тараха и Андроника (304 год);
 — память преподобного Космы, епископа Маиумского, творца канонов (около 787 года);
 — память преподобного Амфилохия, игумена Глушицкого (1452 год);
 — память мученицы Домники (Домнины) (286 год);
 — память святителя Мартина Милостивого, епископа Турского (около 400 года);
 — воспоминание перенесения из Мальты в Гатчину части Древа Животворящего Креста Господня, Филермской иконы Божией Матери и десной руки Иоанна Крестителя (1799 год);
 — память святого Иоанна Летникова, исповедника (1930 год);
 — память преподобномученика Лаврентия (Левченко) (1937 год);
 — память священномученика Александра Поздеевского, пресвитера (1940 год);
 — память святителя Николая (Могилевского), исповедника, митрополита Алма-Атинского (1955 год);
 — празднование Иерусалимской иконы Божией Матери (48 год);
 — празднование Ярославской-Смоленской иконы Божией Матери (1642 год);
 — празднование Рудненской иконы Божией Матери (1687 год);
 — празднование Калужской иконы Божией Матери (1812 год);
 — память священномученика Максимилиана, епископа Лорхского (III век) (Берлинско-Германская епархия РПЦ МП);
 — прославление святителя Филарета, архиепископа Черниговского (2009 год) (УПЦ МП).
 Католицизм
 — Память мученика Миниато (250 год);
 — память святого Фронта, христианского проповедника, жившего в Галлии.

### Именины
- Православные: Амфилох, Андрон, Доминика, Кузьма (Косма), Мартин (Мартын), Пров.
- Католические: Дарья, Вонифатий, Пётр.

## События

### До XIX века
- 1147
  - взятие Лиссабона, принадлежавшего державе Альмохадов, в ходе второго крестового похода и Реконкисты) объединённым войском крестоносцев и португальцев под командованием Афонсу Энрикеша.
  - битва при Дорилее, разгром сельджуками войска крестоносцев во главе с королём Конрадом III.
- 1415 — Столетняя война: битва при Азенкуре, англичане разбили французов.
- 1495 — на португальский престол вступил Мануэл I.
- 1653 — в царствование Алексея Михайловича издан Таможенный устав, установивший единую рублёвую пошлину на территории России. Ныне отмечается как День таможенника (с 1995 года).
- 1760 — Георг III стал королём Великобритании после смерти Георга II.

### XIX век
- 1817 — в Москве на Воробьёвых горах в присутствии императора Александра I заложен храм Христа Спасителя по проекту А. Л. Витберга.
- 1822 — Греческая революция: началась первая осада Месолонгиона.
- 1825 — в США открыт канал Эри, связавший Великие озёра через реку Гудзон с Нью-Йорком.
- 1839 — в Манчестере выпущено первое в мире железнодорожное расписание.
- 1854 — Крымская война: Балаклавское сражение («Тонкая красная линия», «атака лёгкой бригады»).
- 1861 — основана Фондовая биржа Торонто.
- 1865 — отмена крепостного права в Кутаисской губернии.
- 1900 — Британия аннексировала южноафриканское государство буров Трансвааль.

### XX век
- 1917 — дата Октябрьской революции в России по старому стилю.
- 1920 — в четырёх канадских провинциях принят «сухой закон».
- 1922 — части Народно-революционной армии Дальневосточной республики под командованием Уборевича вошли во Владивосток, что стало завершением основного театра гражданской войны.
- 1923 — Гамбургское восстание окончилось поражением.
- 1927 — у берегов Бразилии затонул итальянский лайнер «Принчипесса Мафальда», погибли 314 человек.
- 1929 — биржевой крах 1929 года, ставший началом всемирного экономического кризиса 1929—1933 гг.
- 1938 — создан Союз украинских художников.
- 1942 — английское правительство ввело ограничения на содержание сахара и джема в пирогах.
- 1943
  - Вторая мировая война: войска 3-го Украинского фронта в ходе Днепропетровской операции освободили Днепропетровск и Днепродзержинск.
  - Вторая мировая война: в ночном бою с шестью американскими линкорами в проливе Суригао потоплены 2 японских линейных корабля типа «Фусо».
- 1944 — Вторая мировая война: в ходе Петсамо-Киркенесской операции десантом с моря освобождён норвежский город-порт Киркенес.
- 1945 — гоминьдановское правительство Китая, возглавляемое Чаном Кайши, включило в состав Китая остров Тайвань, который с 1895 года принадлежал Японии.
- 1948 — в Чехословакии учреждены исправительно-трудовые лагеря.
- 1949 — Гражданская война в Китае: началась битва за Цзиньмэнь.
- 1955 — американская фирма «Tappan Company» впервые представила микроволновую печь.
- 1956 — суд баварского города Берхтесгаден официально признал Адольфа Гитлера мёртвым.
- 1962
  - Карибский кризис: посол США в ООН Эдлай Стивенсон на заседании СБ демонстрирует фотографии советских ракет на Кубе.
  - Никита Хрущёв в личном послании к президенту США Джону Ф. Кеннеди согласился вывести с Кубы советские ракеты в случае отказа США от захвата Кубы и будущего вывода ракет из Турции.
  - Катастрофа Ту-104 в Шереметьево, погибли 11 человек.
- 1971 — Тайвань исключён из ООН, его место заняла Китайская Народная Республика.
- 1976 — в Лондоне открыт Национальный Королевский театр.
- 1977
  - Учреждено звание «народный врач СССР».
  - Министрами авиационной промышленности СССР и гражданской авиации СССР утверждён «Акт по результатам эксплуатационных испытаний самолёта Ту-144 с двигателями НК-144».
- 1979 — на вооружение Бундесвера поступает основной боевой танк второго поколения Леопард-2.
- 1983 — операция Urgent Fury: вооружённые силы США вторглись на Гренаду.
- 1989 — пресс-секретарь МИД СССР Геннадий Герасимов вводит термин «Доктрина Синатры» — намерение Советского Союза не вмешиваться впредь во внутренние дела других государств, в том числе стран Варшавского договора.
- 1990
  - В СССР принят закон о свободе вероисповедания.
  - Горно-Алтайская автономная область провозгласила себя республикой в составе РСФСР.
  - Принята декларация о государственном суверенитете Казахстана.
- 1999 — катастрофа Learjet 35 под Абердином, 6 погибших.
- 2000 — катастрофа Ил-18 под Батуми, погибли 84 человека.

### XXI век
- 2001 — выпущена система Microsoft Windows XP.
- 2002 — в Гааге была отменена презентация газеты «Чечен таймс». Это произошло в связи с давлением со стороны российского руководства.
- 2008 — в России проведён Единый день протестных действий — «День народного гнева». Он прошёл в более чем 40 городах и населённых пунктах, собрав инициативные группы граждан, недовольных правительством России[8].
- 2009 — крупнейший террористический акт в Багдаде, погибли более 160 человек[9].
- 2010 — землетрясение магнитудой 7.7 возле островов Ментавай к западу от Суматры в Индонезии, вызвавшее волну цунами[10].
- 2020 — азербайджанская армия восстановила контроль над городом Губадлы в Нагорном Карабахе[11][12].
- 2023 — стрельба в Льюистоне, 18 погибших.

## Родились

### До XIX века
- 1759 — Мария Фёдоровна (ум. 1828), вторая супруга российского императора Павла I.
- 1767 — Бенжамен Констан (ум. 1830), швейцарский писатель, политический деятель.
- 1782 — Иосиф Шарлемань (ум. 1861), русский архитектор, статский советник.
- 1789 — Генрих Швабе (ум. 1875), немецкий астроном и ботаник.
- 1800 — Томас Маколей (ум. 1859), английский историк и публицист, барон, военный министр (1839—1841).

### XIX век
- 1806 — Макс Штирнер (наст. имя Иоганн Каспар Шмидт; ум. 1856), немецкий философ.
- 1811 — Эварист Галуа (ум.1832), французский математик, основатель современной высшей алгебры.
- 1820 — Михаил Достоевский (ум. 1864), русский писатель и издатель, старший брат Ф. М. Достоевского.
- 1825 — Иоганн Штраус (сын) (ум. 1899), австрийский композитор, дирижёр и скрипач, «король вальса».
- 1838 — Жорж Бизе (ум. 1875), французский композитор.
- 1843 — Глеб Успенский (ум. 1902), русский писатель.
- 1860 — Николай Самокиш (ум. 1944), русский советский живописец, педагог.
- 1864
  - Александр Гречанинов (ум. 1956), русский композитор.
  - Токтогул Сатылганов (ум. 1933), советский поэт-акын, один из зачинателей киргизской национальной литературы.
- 1868 — Карл Григорович (ум. 1921), российский скрипач-виртуоз, прозванный «русским Сарасате».
- 1873 — Джон Уиллис (ум. 1935), американский предприниматель, один из пионеров автомобилестроения.
- 1881 — Пабло Пикассо (ум. 1973), испанский и французский художник, скульптор, график, дизайнер, керамист.
- 1883
  - Александр Егоров (расстрелян в 1939), один из первых Маршалов Советского Союза.
  - Николай Крестинский (расстрелян в 1938), советский политик и государственный деятель, революционер-большевик.
- 1885 — Карп Трохименко (ум. 1979), украинский советский живописец, иллюстратор, народный художник Украины.
- 1888 — Ричард Бэрд (ум. 1957), американский воздухоплаватель, совершивший первый полёт над Южным полюсом.
- 1889 — Абель Ганс (наст. имя Эжен Александр Перетон; ум. 1981), французский кинорежиссёр, сценарист, актёр, родоначальник французского кино.
- 1895 — Всеволод Меркулов (расстрелян в 1953), советский государственный деятель, глава НКГБ в 1941—1946 годах.

### XX век
- 1906 — Яныш Ялкайн (расстрелян в 1938), марийский советский писатель, переводчик, фольклорист, этнограф, библиограф.
- 1910 — Тайрус Вонг (урожд. Вон Чхайиу; ум. 2016), американский художник китайского происхождения.
- 1913 — Клаус Барби (ум. 1991), немецкий военный преступник, «палач Лиона».
- 1914 — Джон Берримен (ум. 1972), американский поэт.
- 1917 — Дмитрий Полянский (ум. 2001), советский партийный и государственный деятель.
- 1919 — Беате Узе (ум. 2001), немецкая лётчица, каскадёр, создательница первого в мире секс-шопа.
- 1921 — Михай I (ум. 2017), король Румынии.
- 1924 — Виктор Макеев (ум. 1985), конструктор, академик, основоположник советской школы морского стратегического ракетостроения.
- 1926 — Галина Вишневская (ум. 2012), оперная певица (сопрано), актриса, театральный режиссёр, педагог, народная артистка СССР.
- 1928
  - Мэрион Росс, американская актриса.
  - Яков Рыльский (ум. 1999), советский фехтовальщик на саблях, олимпийский чемпион (1964).
- 1929 — Павел Бунич (ум. 2001), советский и российский экономист, академик, депутат Госдумы РФ.
- 1931 — Анни Жирардо (ум. 2011), французская актриса театра и кино, лауреат премий «Сезар», премии Венецианского кинофестиваля.
- 1932
  - Ежи Павловский (ум. 2005), польский фехтовальщик, олимпийский чемпион (1968), агент ЦРУ.
  - Витольд Фокин (ум. 2025), первый премьер-министр Украины (1991—1992).
- 1933
  - Александр Гельман, советский драматург, писатель, сценарист, публицист, общественный и политический деятель.
  - Виктор Капитонов (ум. 2005), советский велогонщик, первый в СССР олимпийский чемпион по велоспорту (1960).
- 1936 — Виктор Туров (ум. 1996), белорусский кинорежиссёр, сценарист, народный артист СССР.
- 1938 — Тамара Сёмина, актриса театра и кино, народная артистка РСФСР.
- 1944
  - Джон Андерсон, английский рок-музыкант, вокалист рок-группы Yes.
  - Кати Ковач, венгерская певица.
- 1946 — Павел Бородин, советский и российский государственный деятель, госсекретарь Союзного государства (2000—2011).
- 1947 — Гленн Типтон, английский рок-музыкант, гитарист группы Judas Priest.
- 1950 — Крис Норман, бывший вокалист английской группы Smokie, композитор, мультиинструменталист.
- 1953 — Даниэле Баньоли, итальянский волейбольный тренер.
- 1954
  - Юрий Арабов, российский прозаик, поэт, сценарист.
  - Сергей Беликов, советский и российский рок-гитарист, певец, композитор.
- 1955 — Маттиас Ябс, гитарист и композитор немецкой рок-группы Scorpions.
- 1961
  - Йон Сивебек, датский футболист, чемпион Европы (1992).
  - Чед Смит, ударник американской рок-группы Red Hot Chili Peppers.
- 1969
  - Олег Саленко, советский, украинский и российский футболист.
  - Алекс Уэбстер, бас-гитарист американской группы «Cannibal Corpse».
- 1970 — Наталья Сенчукова, советская и российская певица.
- 1976 — Антон Сихарулидзе, российский фигурист, олимпийский чемпион (2002, в паре с Е. Бережной), двукратный чемпион мира и Европы.
- 1977
  - Биргит Принц, немецкая футболистка, двукратная чемпионка мира (2003, 2007).
  - Екатерина Серебрянская, украинская спортсменка, олимпийская чемпионка (1996), многократная чемпионка мира и Европы по художественной гимнастике.
- 1979
  - Bat for Lashes (наст. имя Наташа Хан), британская певица.
  - Михаил Галустян, российский шоумен, юморист, актёр, сценарист, продюсер.
- 1981 — Шон Райт-Филлипс, английский футболист.
- 1984
  - Кэти Перри, американская поп-певица, автор песен, актриса.
  - Каролина Шпрем, хорватская теннисистка.
- 1985
  - Сиара (наст. имя Сиара Принсесс Харрис), американская певица.
  - Владислав Топалов, российский поп-певец, экс-солист группы «Smash!!».
- 1987 — Фабиан Хамбюхен, немецкий гимнаст, олимпийский чемпион (2016).
- 1989 — Миа Васиковска, австралийская актриса и режиссёр.
- 1990 — Аша Филип, британская легкоатлетка.
- 1992
  - Кларисс Агбеньену, французская дзюдоистка, двукратная олимпийская чемпионка (2020), 5-кратная чемпионка мира.
  - Сергей Ридзик, российский фристайлист, двукратный призёр Олимпийских игр.
- 1996
  - Таисия Вилкова, российская актриса театра и кино.
  - Марилейди Паулино, доминиканская легкоатлетка, чемпионка мира.
- 1997 — Федерико Кьеза, итальянский футболист, чемпион Европы (2020).

### XXI век
- 2001
  - Елизавета, герцогиня Брабантская, наследная принцесса Бельгии.
  - Марита Крамер, австрийская прыгунья на лыжах с трамплина, чемпионка мира.

## Скончались

### До XX века
- 286 — казнены святые Криспин и Криспиниан.
- 1047 — Магнус I Добрый (р. 1024), король Норвегии (с 1035) и Дании (с 1042).
- 1647 — Эванджелиста Торричелли (р. 1608), итальянский математик и физик, придумавший ртутный барометр.
- 1714 — Себастьян Леклерк (р. 1637), французский инженер, геометр, рисовальщик и гравёр.
- 1760 — Георг II (р. 1683), король Великобритании и Ирландии (1727—1760).
- 1826 — Филипп Пинель (р. 1745), французский врач, основоположник научной психиатрии во Франции.
- 1833 — Аббас-Мирза (р. 1789), иранский государственный деятель, шах-заде (с 1797).
- 1843 — граф Евграф Комаровский (р. 1769), русский генерал, автор исторических мемуаров.

### XX век
- 1914 — Евгения Мравина (р. 1864), русская оперная певица (лирическое сопрано), солистка Мариинского театра.
- 1916 — Папюс (наст. имя Жерар Анаклет Венсан Анкосс; р. 1865), французский оккультист, целитель, маг, масон.
- 1918 — Амадеу ди Соза-Кардозу (р. 1887), португальский художник, предшественник постмодернизма.
- 1922 — Оскар Гертвиг (р. 1849), немецкий эмбриолог и цитолог, открывший слияние ядер половых клеток при оплодотворении.
- 1934 — Илларион Певцов (р. 1879), актёр театра и кино, театральный педагог, народный артист РСФСР.
- 1937 — князь Сергей Волконский (р. 1860), русский театральный деятель, критик, беллетрист, теоретик актёрской техники и ритмической гимнастики.
- 1941 — Робер Делоне (р. 1885), французский художник, один из основоположников орфизма.
- 1945 — повесился Роберт Лей (р. 1890), нацистский рейхсляйтер, заведующий организационным отделом НСДАП, с 1933 г. руководитель Германского трудового фронта.
- 1955 — Александр Цуцунава (р. 1881), грузинский советский кинорежиссёр и сценарист.
- 1957 — Анри ван де Велде (р. 1863), бельгийский архитектор, мастер декоративного искусства.
- 1970 — Юло Соостер (р. 1924), эстонский советский художник, график, книжный иллюстратор.
- 1971 — Михаил Янгель (р. 1911), советский конструктор ракетно-космических комплексов, дважды Герой Социалистического Труда.
- 1973 — Абебе Бикила (р. 1932), эфиопский марафонец, двукратный олимпийский чемпион (1960, 1964).
- 1974
  - Янис Грантиньш (р. 1909), латвийский советский актёр театра и кино.
  - Екатерина Фурцева (р. 1910), советский государственный и партийный деятель, министр культуры СССР (1960—1974).
- 1976 — Раймон Кено (р. 1903), французский писатель-сюрреалист, эссеист, переводчик.
- 1980
  - Виктор Макеев (р. 1924), академик, основоположник советской школы морского стратегического ракетостроения.
  - Вирджил Фокс (р. 1912), американский органист, музыкальный педагог.
- 1985 — Николай Волков (р. 1902), актёр театра и кино, заслуженный артист РСФСР и Украинской ССР.
- 1995 — Леонид Дьячков (р. 1939), актёр театра и кино, народный артист РСФСР (1980).
- 1998 — Альгис Жюрайтис (р. 1928), советский, литовский и российский дирижёр, народный артист РСФСР.

### XXI век
- 2002 — Ричард Харрис (р. 1930), ирландский актёр и музыкант, лауреат «Золотого глобуса», «Грэмми» и др. наград.
- 2004 — Джон Пил (р. 1939), британский радиоведущий (радио Би-би-си) и диск-жокей.
- 2005 — Маргарита Назарова (р. 1926), артистка цирка, дрессировщица, киноактриса, народная артистка РСФСР.
- 2006 — Андрей Баршев (р. 1935), советский и российский радиожурналист.
- 2008 — Муслим Магомаев (р. 1942), оперный и эстрадный певец (баритон), народный артист СССР.
- 2009 — Александр Пятигорский (р. 1929), советский и британский философ, религиовед, писатель.
- 2010 — Валентина Гаганова (р. 1932), советская текстильщица, Герой Социалистического Труда.
- 2015 — Юрий Мамлеев (р. 1931), русский писатель, драматург, поэт и философ.
- 2016
  - Вадим Дербенёв (р. 1934), советский и российский кинорежиссёр, оператор, сценарист, народный артист РФ.
  - Карлос Алберто Торрес (р. 1944), бразильский футболист, чемпион мира (1970).
- 2020 — Ли Гон Хи (р. 1942), южнокорейский промышленник, председатель концерна Samsung, член Международного олимпийского комитета.

## Приметы
День Ондроника.
- По звёздам гадают о том, какими будут погода и урожай. Ондрон — это шест, жердь, совок, плица, черпак.
- В старину говаривали: «в день Ондрона можно шестом до звёзды достать и совком звёздной россыпи почерпнуть»[13].

Отсюда гадания, заговоры:
- Звёзды мигают — к перемене погоды; пылают — к ветрам и сухому году.
- На Прова сильное мерцание звёзд синими оттенками — к снегу.
- Много ярких звёзд на небе — к урожаю гороха.
- Падают звёзды — к ветру.
- Яркие звёзды предвещают мороз; тусклые — оттепель[14].
- Родившимся в этот день, по народному календарю примет, дана способность предсказывать по звёздам.